# Pinguicula greenwoodii
Pinguicula greenwoodii este o specie de plante carnivore din genul Pinguicula, familia Lentibulariaceae, ordinul Lamiales, descrisă de M. Cheek. Conform Catalogue of Life specia Pinguicula greenwoodii nu are subspecii cunoscute.